# 阿老丁
阿老丁（1231年？—1315年）别号奥思玛，元朝官员、伊斯兰教经师，西域回回人，祖籍波斯，出身巨商。

## 生平
元初，阿老丁与其弟乌马儿携全部家资相助忽必烈征战西域，并从军征战。后以军功授官。因年迈不愿出仕，只任“朝请大夫”闲职，获赐田宅留居京师大都。元仁宗延祐初年移居杭州，以“回回大师”的教职，在杭州文锦坊南出资重建真教寺（今凤凰寺），为中国东南沿海四大伊斯兰教礼拜寺之一。去世后葬在杭州。其子苫思丁、孙职马禄丁都在元朝为官，曾孙是元明之际著名诗人丁鹤年。白寿彝《回族人物志》认为“阿老丁”可能是《伊本·白图泰游记》中提到的杭州著名商人奥斯曼的别号。